# Jadwiga Wyszkowska
Jadwiga Wyszkowska – polska agronom, profesor nauk rolniczych.

## Życiorys
W 1991 ukończyła studia rolnicze w Akademii Rolniczo-Technicznej w Olsztynie,  w 1996 obroniła pracę doktorską pt. Wpływ prekursorów cytokinin, auksyny i etylenu na plonowanie bobiku i marchwi oraz na aktywność drobnoustrojów glebowych, której promotorem był prof. Jan Kucharski, w 2002 habilitowała się na podstawie pracy zatytułowanej Biologiczne właściwości gleby zanieczyszczonej chromem sześciowartościowym. W 2006 uzyskała tytuł profesora nauk rolniczych.
Pracuje na Uniwersytecie Warmińsko-Mazurskim w Olsztynie, oraz była zastępcą przewodniczącego i członkiem Komitetu Gleboznawstwa i Chemii Rolnej PAN.

## Odznaczenia
- Brązowy Krzyż Zasługi (2003)[4]